# Andrew Barth Feldman
Andrew Barth Feldman (Manhasset, New York, 7 mei 2002) is een Amerikaans acteur en zanger. Hij begon zijn acteercarrière in het muziektheater door als kind deel te nemen aan lokale producties. Feldman won een Jimmy Award voor de productie van de musical Catch Me If You Can op zijn middelbare school in 2018. In 2019 speelde hij de titelrol in de musical Dear Evan Hansen op Broadway . Feldman speelde ook een terugkerende gastrol in de tv-musicalserie High School Musical: The Musical: The Series in 2021 en breidde zich uit naar films in 2023 met een bijrol in A Tourist's Guide to Love en een hoofdrol in No Hard Feelings.

## Biografie
Feldman werd geboren in Manhasset, New York. Hij groeide op met een oudere zus en nauw met zijn neven, die hij als zijn broers ziet. Ze groeiden op in de buurt van de geboorteplaats van zijn moeder. Hij en zijn familie zijn joods. Feldman werd al op zeer jonge leeftijd een fan van muziektheater nadat hij op driejarige leeftijd een productie van Beauty and the Beast had gezien. Hij speelde vervolgens in verschillende lokale en schoolproducties, waaronder Annie, Grease en Rent. Hij begon een YouTube-kanaal op de middelbare school om projecten voor school te doen.
Hij richtte ook zijn eigen musicalgezelschap op de middelbare school op, Zneefrock Productions, als onderdeel van zijn Bar mitswa-project om geld in te zamelen voor onderzoek naar autisme. Hij en een vriend schreven en regisseerden een Star Wars-parodiemusical voor het gezelschap, die later op 54 Below zou worden vertoond met professionele acteurs. Hij ging naar de Lawrence Woodmere Academy, waar zijn moeder werkte als administrateur voordat zij in augustus 2019 overleed.
Nadat hij vrij had genomen van de middelbare school om te spelen in Dear Evan Hansen, besloot Feldman aanvankelijk om in de herfst van 2020 naar Harvard University te gaan, maar hij stelde zijn inschrijving een jaar uit tot 2021 vanwege de COVID-19-pandemie. In 2022 moest hij een semester vrij nemen van Harvard toen hij de co-hoofdrol boekte in de film No Hard Feelings tegenover Jennifer Lawrence.

## Carrière

### Acteercarrière
In 2018, zijn tweede jaar op de middelbare school, portretteerde Feldman Frank Abagnale jr. in de productie van zijn middelbare school van de musical Catch Me If You Can. Na het winnen van zijn regionale prijs voor deze uitvoering, werd hij uitgenodigd om op te treden bij de Jimmy Awards, waar hij de prijs voor beste acteur won. Stacey Mindich, de hoofdproducent van Dear Evan Hansen, merkte zijn optreden op en vroeg hem auditie te doen voor de rol van Evan Hansen op Broadway. Op 30 januari 2019, op 16-jarige leeftijd, nam Feldman de rol van Evan Hansen op zich en nam hij het over van Taylor Trensch. Zijn optreden werd geprezen, met Sarah Bahr in de New York Times die schreef: "Andrew Barth Feldman deed me vergeten waar ik was, wie ik was, dat ik iets anders was dan een deel van de wereld op het podium. . . Ik ben er vrij zeker van dat ik niet de hele eerste akte ademhaalde. (Andrew Barth Feldman made me forget where I was, who I was, that I was anything other than part of the world onstage — the mark of truly magical theater. I’m pretty sure I didn’t draw breath the entire first act.)" Hij stopte met de rol op 26 januari 2020, waarna Jordan Fisher de rol overnam.
Feldman begon in maart 2020 een inzamelingsactie voor het Actor's Fund genaamd Broadway Jackbox, samen met voormalig Dear Evan Hansen-co-ster Alex Boniello. Deze inzamelingsactie werd gestreamd op Twitch, met elke week beroemde Broadway- en filmacteurs. Hij creëerde ook een serie moordmysteries genaamd Broadway Whodunit, waarin Broadway- en theateracteurs schitteren. Tijdens zijn run in de show had hij zijn eigen Broadway.com-vlog en heeft hij zijn eigen YouTube-kanaal onder zijn naam. Hij begon zijn eigen theatergezelschap, Zneefrock Productions, om geld in te zamelen voor bewustwording van autisme. Hij is te horen terwijl hij zichzelf speelt in As the Curtain Rises, een originele Broadway-soap-podcast van het Broadway Podcast Network.
Op 28 december 2020 werd aangekondigd dat Feldman de hoofdrol zou spelen als Linguini in een benefietconcertpresentatie van Ratatouille the Musical, een internetmeme die is ontstaan op TikTok, geïnspireerd door de Disney / Pixar -film uit 2007 . Het concert werd op 1 januari 2021 exclusief gestreamd op TodayTix Zijn optreden werd gevierd, met Jesse Green die in The New York Times schreef dat Feldman "zijn gezicht lijkt te hebben geanimeerd om overeen te komen met de versie van Pixar: hij is meteen schattig terwijl hij eruitziet alsof hij nog steeds aan je teen kan knagen. (seems to have animated his face to match Pixar’s version: He’s instantly adorable while looking like he still might gnaw your toe.)"
Op 11 februari 2021 werd aangekondigd dat Feldman zijn acteerdebuut op televisie zou maken in de Disney+ show, High School Musical: The Musical: The Series, als een terugkerende gastrol voor seizoen 2, waar hij Antoine speelde, een Franse uitwisselingsstudent.
Op 7 mei 2021 verscheen Feldman in de korte film Thespians van Jimmy Award-finalist Casey Likes uit 2019.
Feldman maakte zijn acteerdebuut in een speelfilm in april 2023 in de Netflix-film A Tourist's Guide to Love als Alex, een aan de universiteit gebonden vlogger. Hij speelde tegenover Jennifer Lawrence in No Hard Feelings in juni 2023 als Percy, een aanstaande student die ook niet thuis is in het sociale leven.
Op 28 mei 2024 was Feldman te zien in de Off-Broadway musical Little Shop Of Horrors, waar hij de rol van het arme weeskind Seymour op zich nam. Feldman en zijn tegenspeler Sarah Hyland, die de rol van Aubrey op haar nam, speelden hun laatste voorstelling op 29 septemeber 2024.

### Muziek
Op 8 juli 2021 bracht Feldman zijn eerste single "Every Pretty Girl" uit over verliefd worden als tiener met OCS. Eveneens in juli 2021 was Feldman te horen op de single "The Old Me and You" van de Amerikaanse actrice en zangeres Cozi Zuehlsdorff. Op kerstavond 2021 bracht Feldman zijn tweede single "Emma" uit. Op 23 september 2022 brachten Feldman en Joe Serafini "In My Head" uit, een duet geschreven door songwriters Daniel Mertzlufft en Jacob Ryan Smith over de ontluikende romance tussen twee jonge mannen.

## Discografie

### Studio-albums
| Titel        | Details                                                                               |
| ------------ | ------------------------------------------------------------------------------------- |
| Penn Station | - Uitgebracht: 14 juli 2023 - Label: G-Force - Formaten: digitale download, streaming |

### Castalbums
| Titel                                                                | Details                                                                                                |
| -------------------------------------------------------------------- | --- |
| SW: A New(sical) Hope (Original Cast Recording) (met Adrian Dickson) | - Uitgebracht: 3 november 2017 - Label: Zneefrock Productions - Formaten: digitale download, streaming |

### Singles
| Titel                 | Jaar | Album              |
| --------------------- | ---- | ------------------ |
| "Every Pretty Girl"   | 2021 | Niet van een album |
| "Emma"                | 2022 | Niet van een album |
| "The College Breakup" | 2023 | Niet van een album |

### Uitgelichte singles
| Titel                                                                            | Jaar | Album                                 |
| -------------------------------------------------------------------------------- | ---- | ------------------------------------- |
| "Me and Mr. Popularity"                                                          | 2021 | In Pieces: A New Musical (Highlights) |
| "The Old Me & You" (Cozi Zuehlsdorff met Andrew Barth Feldman)                   | 2021 | Niet van een album                    |
| "Archie's All-American" (Joe Iconis & familie met Andrew Barth Feldman)          | 2022 | Album                                 |
| "Second Star" (met Ben Ward)                                                     | 2022 | Niet van een album                    |
| "In My Head" (Smith & Mertzlufft samen met Andrew Barth Feldman en Joe Serafini) | 2022 | Niet van een album                    |

## Filmografie

### Film
| Jaar | Titel                                       | Rol          | Opmerkingen        |
| ---- | ------------------------------------------- | ------------ | ------------------ |
| 2020 | Ben Platt Live vanuit Radio City Music Hall | Zichzelf     | Concertfilm; cameo |
| 2023 | A Tourist's Guide to Love                   | Alex         |                    |
| 2023 | No Hard Feelings                            | Percy Becker | Hoofdrol           |
| 2025 | Snow White                                  | Dopey        | Stemrol            |

### Televisie
| Jaar    | Titel                                        | Rol                    | Notities                      |
| ------- | -------------------------------------------- | ---------------------- | ----------------------------- |
| 2020–21 | Stars in the House                           | Anthony, zichzelf      | Speciale gast; 3 afleveringen |
| 2020    | The 2020 Roger Rees Awards                   | Zichzelf - presentator | Tv-special                    |
| 2021    | High School Musical: The Musical: The Series | Antoine                | Terugkerende gastrol          |

### Podium
| Jaar    | Productie               | Rol                    | Categorie                         |
| ------- | ----------------------- | ---------------------- | --------------------------------- |
| 2018    | Catch Me If You Can     | Frank Abagnale Jr.     | Lawrence Woodmere Academy         |
| 2019–20 | Dear Evan Hansen        | Evan Hansen            | Broadway                          |
| 2020    | SW: A New(sical) Hope   | Han Solo / Darth Vader | 54 Below                          |
| 2021    | Ratatouille the Musical | Alfredo Linguini       | Benefietconcert                   |
| 2022    | 7 Sacrilege Street      | Componist              | Harvard-Radclffe Dramatische Club |
| 2022    | Park Map                | Componist/uitvoerder   | 54 Below                          |
| 2024    | Little Shop of Horrors  | Seymour Krelborn       | Off-Broadway                      |

## Onderscheidingen
| Jaar | Onderscheidingen                            | Categorie                                | Werk                | Resultaat   |
| ---- | ------------------------------------------- | ---------------------------------------- | ------------------- | ----------- |
| 2018 | Roger Rees Awards                           | Beste acteur                             | Catch Me If You Can | Gewonnen    |
| 2018 | National High School Musical Theatre Awards | Beste acteur                             | Catch Me If You Can | Gewonnen    |
| 2019 | Broadway.com publieksprijs                  | Favoriete vervanger                      | Dear Evan Hansen    | Genomineerd |
| 2019 | Broadway.com-ster van het jaar              | Ster van het jaar                        | Dear Evan Hansen    | Genomineerd |
| 2021 | New York Emmy Awards                        | Onderwijs/Scholen – Inhoud in lange vorm | Roger Rees Awards   | Gewonnen    |
| 2022 | BroadwayWorld Cabaret Awards                | Beste voorstelling                       | Park Map            | Gewonnen    |